# Katame-waza
Con il termine katame-waza (固技?, katame-waza, tecniche di controllo), nelle arti marziali giapponesi, si identificano tutte le tecniche, eseguite al suolo o in piedi, atte al controllo completo dell'avversario. Particolarmente utilizzate nelle koryū di jujutsu, sono state poi riprese da discipline più moderne quali judo, aikidō e jiu jitsu brasiliano.
I katame-waza possono essere suddivisi in vari macrogruppi: nel judo, ad esempio, sono ripartiti in Osaekomi-waza (tecniche di immobilizzazione), Shime-waza (tecniche di strangolamento) e Kansetsu-waza (tecniche di leva articolare).